# Фиксированные эффекты с разложением вектора
Фиксированные эффекты с разложением вектора (англ. Fixed-effects vector decomposition, FEVD) — разновидность регрессионного анализа на панельных данных с фиксированными эффектами, позволяющая измерять эффекты не изменяющихся во времени предикторов вместе с фиксированными эффектами групп наблюдений (стандартные FE-оценки не позволяют оценивать не различающиеся во времени предикторы). Первоначально метод был предложен в статье (Plümper, Troeger, 2007). 

## Проблема не изменяющихся во времени переменных
Стандартные оценивающие функции моделей с фиксированными эффектами (с дамми на группы и внутригрупповым преобразованием) имеют несколько недостатков. Во-первых, они неспособны на получение оценок для не изменяющихся во времени переменных. Во-вторых, они приводят к неээфективным оценкам для переменных, обладающих слабой изменчивостью во времени. Классическим подходом для включения не изменяющихся во времени переменных считается использование модели Хаусмана-Тэйлора, однако для идентификации этой модели необходимо использование инструментальных (экзогенных) переменных как для вариабельных, так и для невариабельных предикторов. Как следствие, эффективность оценок напрямую связана с силой инструментов, что не всегда реализуемо на практике. 

## Получение оценок
В общем виде регрессионная модель, к которой применяется метод FEVD, выглядит следующим образом:
{\displaystyle y_{it}=\beta _{0}+\sum \limits _{k=1}^{K}\beta _{k}x_{kit}+\sum \limits _{m=1}^{M}\gamma _{m}z_{mi}+a_{i}+\varepsilon _{it},}
 где {\displaystyle y_{it}} — отклик, {\displaystyle x_{kit}} — изменяющиеся во времени, а {\displaystyle z_{mi}} — не изменяющиеся во времени предикторы (и соответствующие им регрессионные коэффициенты {\displaystyle \beta _{k}} и {\displaystyle \gamma _{m}}), {\displaystyle a_{i}} — индивидуальный эффект {\displaystyle i}-той группы, {\displaystyle \beta _{0}} — общая константа модели, {\displaystyle \varepsilon _{it}} — регрессионный остаток модели.
Предложенный в изначальной статье алгоритм оценивания моделей FEVD включает в себя три этапа:
1. Получение индивидуальных эффектов с помощью базовой модели с фиксированными эффектами. Исходная модель после внутригруппового преобразования выглядит так: {\displaystyle y_{it}-{\bar {y}}_{i}=\beta _{k}^{FE}\sum \limits _{k=1}^{K}(x_{kit}-{\bar {x}}_{ki})+\gamma _{m}\sum \limits _{m=1}^{M}(z_{mi}-z_{mi})+(a_{i}-a_{i})+(\varepsilon _{it}-{\bar {\varepsilon }}_{i})}. Вектор {\displaystyle {\hat {a}}_{i}} оценок индивидуальных фиксированных эффектов рассчитывается как {\displaystyle {\hat {a}}_{i}={\bar {y}}_{i}-\sum \limits _{k=1}^{K}\beta _{k}^{FE}{\bar {x}}_{ki}-{\bar {\varepsilon }}_{i}}
2. Строится регрессионная модель полученных индивидуальных эффектов на не изменяющиеся или слабо изменяющиеся во времени регрессоры: {\displaystyle {\hat {a}}_{i}=\sum \limits _{m=1}^{M}\gamma _{m}z_{mi}+h_{i}}. Тем самым вектор индивидуальных эффектов разделяется на объяснённую (с коэффициентами {\displaystyle \gamma _{m}}) и необъяснённую (регрессионные ошибки {\displaystyle h_{i}}) компоненты.
3. Оценивается сквозная МНК-регрессия исходного отклика на все регрессоры (как сильно изменчивые, так и слабо изменчивые или неизменчивые во времени), а также необъяснённую компоненту вектора индивидуальных эффектов:

{\displaystyle y_{it}=\beta _{0}+\sum \limits _{k=1}^{K}\beta _{k}x_{kit}+\sum \limits _{m=1}^{M}\gamma _{m}z_{mi}+\delta h_{i}+\epsilon _{it}.}

## Свойства оценок
Плюмпер и Трёгер утверждали, что оценки FEVD являются состоятельными, если невариабельные переменные не скоррелированы с ненаблюдаемыми индивидуальными эффектами ({\displaystyle cor(a_{i},~z_{mi})=0}), и являются смещёнными — в противном случае. С помощью экспериментов по методу Монте-Карло было установлено, что оценки FEVD более надёжны, нежели оценки обычных фиксированных эффектов, случайных эффектов, сквозной МНК-регрессии или метода Хаусмана-Тэйлора. 